# Mamadou Sarr (football)
Pour les articles homonymes, voir Mamadou Sarr et Sarr.
Mamadou Sarr, né le 29 août 2005 à Martigues (Bouches-du-Rhône), est un footballeur français qui évolue au poste de défenseur central au RC Strasbourg en prêt du Chelsea FC.

## Biographie
Fils de l'international sénégalais Pape Sarr, Mamadou est né à Martigues, alors que son père évoluait à Istres.

### Carrière en club

#### Formation
Mamadou Sarr a grandi dans le Nord-Pas-de-Calais — son père ayant fait une grande partie de sa carrière au RC Lens — et va ainsi commencer sa carrière footballistique à l'Étoile Sportive de Saint-Laurent-Blangy, avant de rejoindre le club de Lens.
Sarr intègre ensuite le centre de formation de l'Olympique lyonnais, à la faveur d'un déménagement familial dans la ville où ses parents se sont rencontrés.
Lors de la saison 2021-22, à seulement 16 ans, il s'impose comme titulaire avec l'équipe des moins de 19 ans rhodanienne. Il joue ainsi un rôle central dans l'épopée lyonnaise en Coupe Gambardella, buteur en quart contre Strasbourg puis en demie contre Troyes, il brille surtout par son abattage défensif et son leadership, aux côtés de joueurs comme Hugo Vogel (en) ou Mohamed El Arouch (en),, notamment lors de la finale victorieuse au Stade de France face à Caen.

#### Parcours professionnel

##### Olympique lyonnais (2023-2024)
Il signe son premier contrat professionnel avec l’Olympique lyonnais en septembre 2022.
Il dispute son premier match professionnel à l'occasion de Olympique Lyonnais - Stade de Reims (3-0), le 27 mai 2023.
Le 18 janvier 2024, il est prêté au RWD Molenbeek jusqu'à la fin de saison.

##### RC Strasbourg (2024-)
Le 22 août 2024, il signe un contrat jusqu'en 2029 avec le RC Strasbourg pour 10 millions d'euros et prend le numéro 23.

### Carrière en sélection
Sélectionnable avec le Sénégal, Mamadou Sarr choisit néanmoins la France pour ses premières sélection en équipe de jeune, récupérant même le brassard de capitaine à plusieurs occasions avec les moins de 17 ans. En avril 2022, il est sélectionné avec l'équipe de France pour l'Euro des moins de 17 ans 2022 organisé en Israël. Il est titulaire lors de cette compétition continentale, où la France se qualifie pour la finale après une séance de tirs au but face au Portugal, à la suite d'un score nul de 2-2 à la fin du temps réglementaire,.
Il participe au tournoi Maurice Revello avec l'équipe de France espoirs en juin 2023.

## Statistiques détaillées
| Saison                | Club                  | Championnat           | Championnat | Championnat | Championnat | Coupe nationale | Coupe nationale | Coupe nationale | Coupe de la Ligue | Coupe de la Ligue | Coupe de la Ligue | Compétition(s) continentale(s) | Compétition(s) continentale(s) | Compétition(s) continentale(s) | Compétition(s) continentale(s) | Play-Offs | Play-Offs | Play-Offs | Coupe du monde des clubs | Coupe du monde des clubs | Coupe du monde des clubs | Total | Total | Total |
| Saison                | Club                  | Division              | M.          | B.          | P.d.        | M.              | B.              | P.d.            | M.                | B.                | P.d.              | Comp.                          | M.                             | B.                             | P.d.                           | M.        | B.        | P.d.      | M.                       | B.                       | P.d.                     | M.    | B.    | P.d.  |
| 2022-2023             | Olympique lyonnais    | Ligue 1               | 1           | 0           | 0           | -               | -               | -               | -                 | -                 | -                 | -                              | -                              | -                              | -                              | -         | -         | -         | -                        | -                        | -                        | 1     | 0     | 0     |
| 2023-2024             | Olympique lyonnais    | Ligue 1               | 1           | 0           | 0           | 1               | 0               | 0               | -                 | -                 | -                 | -                              | -                              | -                              | -                              | -         | -         | -         | -                        | -                        | -                        | 2     | 0     | 0     |
| Sous-total            | Sous-total            | Sous-total            | 2           | 0           | 0           | 1               | 0               | 0               | -                 | -                 | -                 | -                              | -                              | -                              | -                              | -         | -         | -         | -                        | -                        | -                        | 3     | 0     | 0     |
| 2023-2024             | RWD Molenbeek         | Jupiler Pro League    | 6           | 0           | 0           | -               | -               | -               | -                 | -                 | -                 | -                              | -                              | -                              | -                              | 4         | 0         | 0         | -                        | -                        | -                        | 10    | 0     | 0     |
| 2024-2025             | RC Strasbourg         | Ligue1                | 27          | 0           | 1           | 1               | 0               | 0               | -                 | -                 | -                 | -                              | -                              | -                              | -                              | -         | -         | -         | -                        | -                        | -                        | 28    | 0     | 1     |
| 2025-2026             | RC Strasbourg         | Ligue1                | 0           | 0           | 0           | 0               | 0               | 0               | -                 | -                 | -                 | C4                             | -                              | -                              | -                              | -         | -         | -         | -                        | -                        | -                        | 0     | 0     | 0     |
| Sous-total            | Sous-total            | Sous-total            | 27          | 0           | 1           | 1               | 0               | 0               | -                 | -                 | -                 | -                              | -                              | -                              | -                              | -         | -         | -         | -                        | -                        | -                        | 28    | 0     | 1     |
| 2024-2025             | Chelsea FC            | Premier League        | -           | -           | -           | -               | -               | -               | -                 | -                 | -                 | -                              | -                              | -                              | -                              | -         | -         | -         | 1                        | 0                        | 0                        | 1     | 0     | 0     |
| Total sur la carrière | Total sur la carrière | Total sur la carrière | 35          | 0           | 1           | 2               | 0               | 0               | -                 | -                 | -                 | -                              | -                              | -                              | -                              | 4         | 0         | 0         | 1                        | 0                        | 0                        | 42    | 0     | 1     |

## Style de jeu
Formé comme défenseur central, Sarr joue également occasionnellement au poste de milieu défensif au cours de sa jeunesse à Décines.

## Palmarès
| Olympique lyonnais (1)                         | Chelsea (1)                                        | France -17 ans (1)                                        |
| ---------------------------------------------- | -------------------------------------------------- | --------------------------------------------------------- |
| - Coupe Gambardella (1) : - Vainqueur en 2022. | - Coupe du Monde des Clubs (1) - Vainqueur en 2025 | - Championnat d'Europe -17 ans (1) : - Vainqueur en 2022. |